# Yoshiharu Kohayakawa
Yoshiharu Kohayakawa (小早川 美晴, Kohayakawa Yoshiharu) (27 de agosto de 1963) é um matemático nipo-brasileiro que trabalha em matemática discreta e teoria das probabilidades. É conhecido por seu trabalho sobre o lema da regularidade de Szemerédi, que ele estendeu para grafos menos densos.
Foi na faculdade, na USP, que encantou-se pela matemática. Seus incentivadores foram Imre Simon, com seu grupo de combinatória, e Arnaldo Mandel, com um livro de Lovász - tradicional também da área de combinatória.
Foi aluno de Béla Bollobás na Universidade de Cambridge. De acordo com o Google Acadêmico, em 24 de maio de 2015, os trabalhos de Kohayakawa já tinham recebido mais de 2100 citações, e seu h-index era 27. Além disso, é membro titular da Academia Brasileira de Ciências e seu número de Erdős é 1.
No ano de 2018, Yoshiharu, junto com os professores: Robert Morris, Simon Griffiths, Peter Allen e Julia Böttcher, ganharam o prêmio Fulkerson pelo artigo "The chromatic thresholds of graphs". É um prêmio internacional importante na área de matemática discreta.
Em 2023, fez parte das comissões  organizadora e científica da 1a Escola Brasileira de Combinatória (EBC), evento que conta com participantes nacionais e internacionais, ocorrendo de 11 a 15 de setembro, no município de São Sebastião. 